# Eckersdorf
Eckersdorf este o comună din districtul Bayreuth, regiunea administrativă Franconia Superioară, landul Bavaria, Germania.

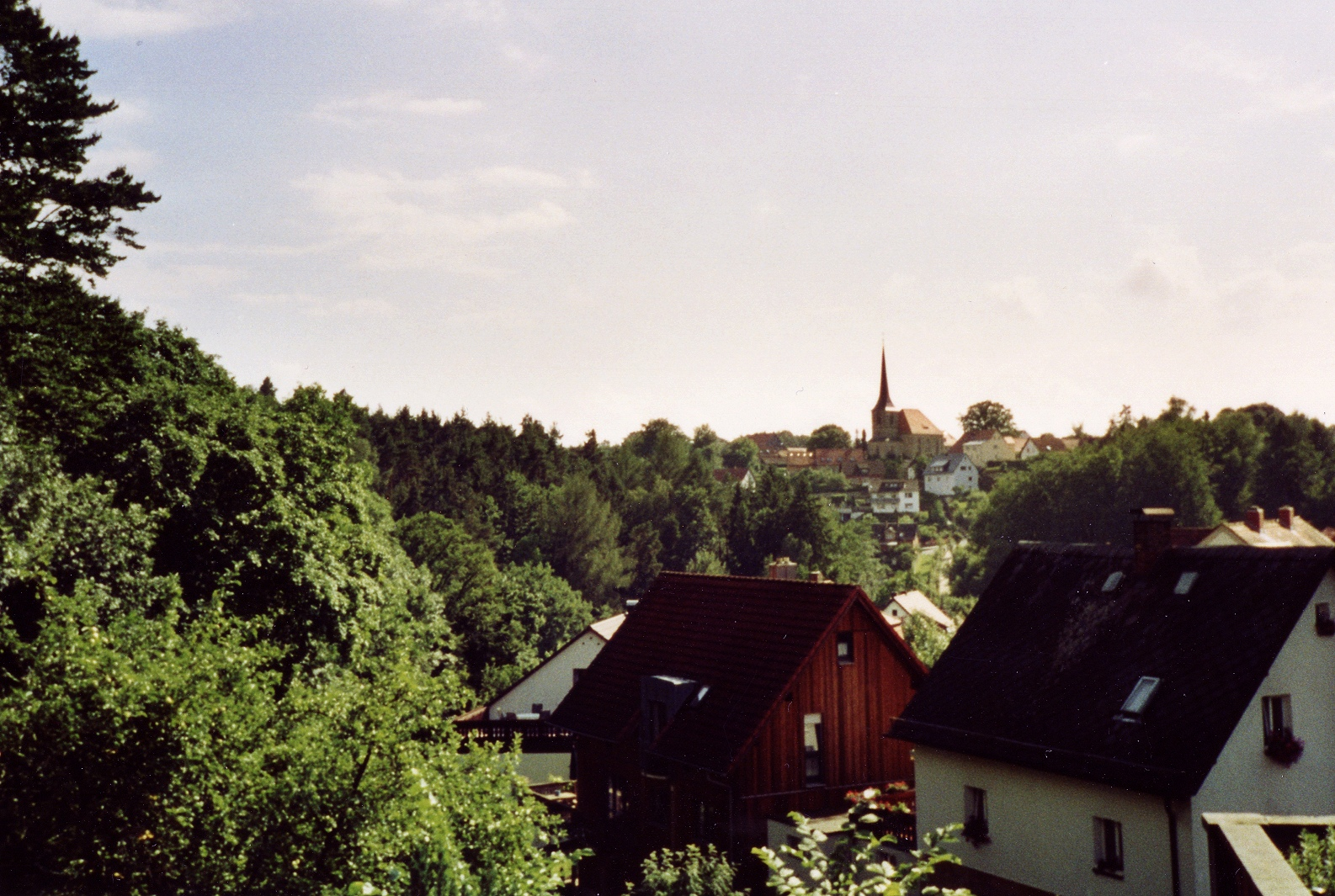
Eckersdorf

## Istoric
Comuna Eckersdorf a fost menționată prima dată în anul 1149, în așa-zisul „Giechburgvertrag“. 
Conții de Andechs-Meranien (Grafen von Andechs-Meranien) au fost proprietarii zonei Eckersdorf până la moartea lor in 1248. Lorzii de Berg Plassenberg (Herren von Plassenberg) au cumpărat prima proprietate în 1420 în zona Eckersdorf. O sută de ani mai târziu, lorzii erau în deplina proprietate a Eckersdorf-ului. După moartea lor în 1552, Eckersdorf a revenit Lordului de Lüchau, ca apoi, în 1757, să aparțină de Makgrafschaft Bayreuth (Comitatul Bayreuth). Ca parte a regiunii prusace Bayreuth, Eckersdorf a aparținut Franței (în urma Tratatului de la Tilsit) și in final în 1810 Eckersdorf a revenit Bavariei.
Pentru Marchiza Elisabeth Fredericka Sophie de Brandenburg-Bayreuth, Johann Jacob Spindler a construit in anii 1758-1765 castelul Fantaisie (Schloss Fantaisie) în zona Donndorf.
Mai trebuie menționată biserica St. Ägidius (1791).

## Galerie de imagini

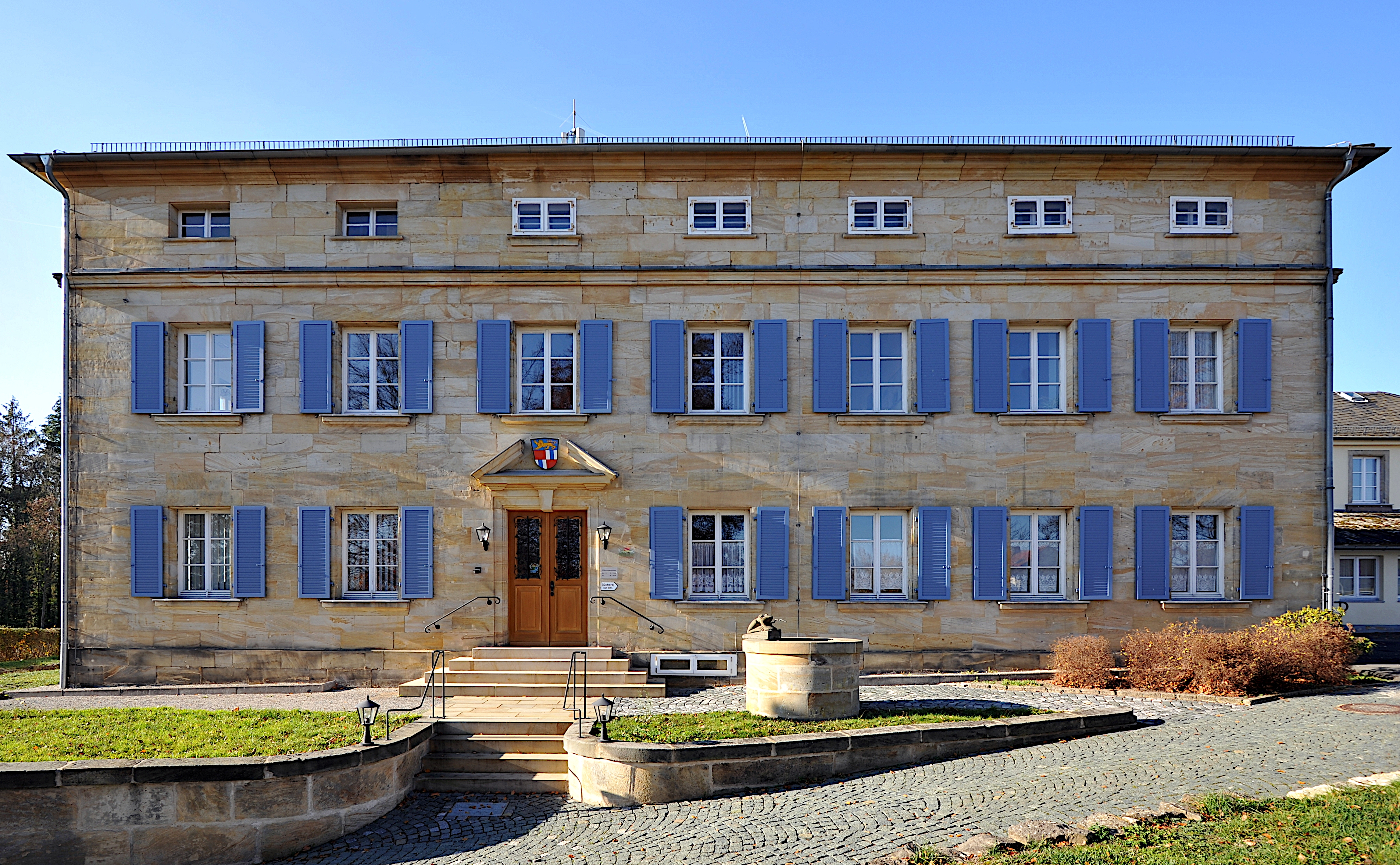
Eckersdorf Primăria Eckersdorf, listată, sediul administrației municipale
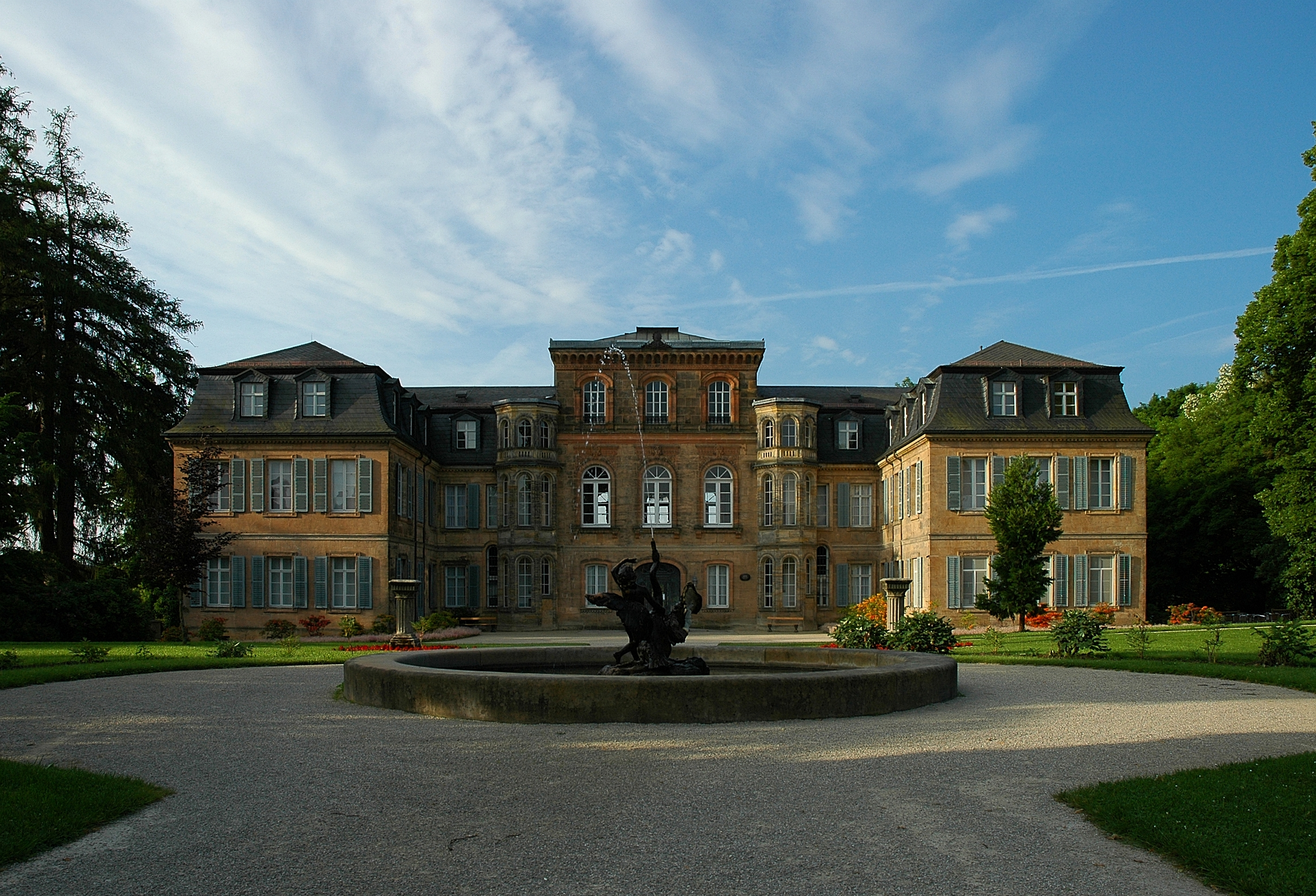
Eckersdorf-Donndorf (Castelul Fantaisie, faţada nordică)
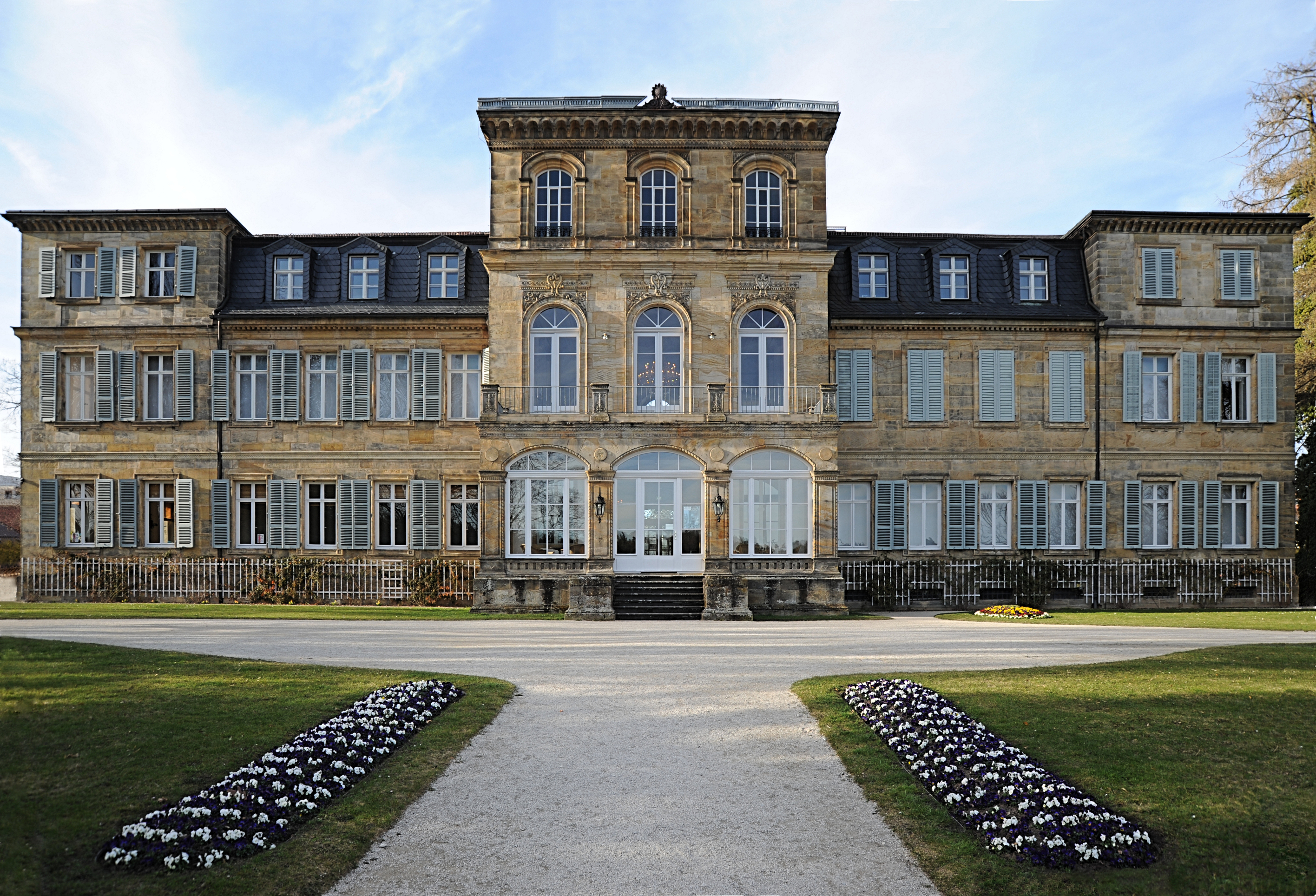
Eckersdorf-Donndorf (Castelul Fantaisie, faţada sud)
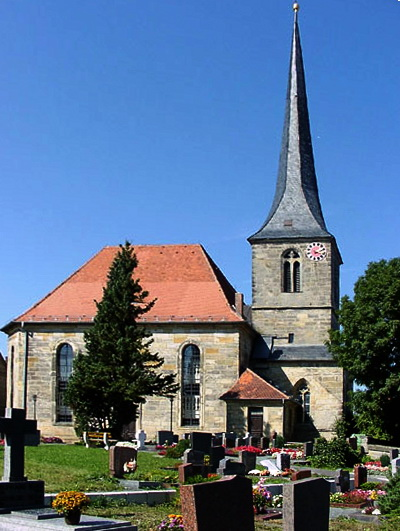
Eckersdorf (Biserica St. Ägidius)

1. ↑  Alle politisch selbständigen Gemeinden mit ausgewählten Merkmalen am 31.12.2018 (4. Quartal) (în germană), Statistisches Bundesamt[*], arhivat din original la 10 martie 2019, accesat în 10 martie 2019